# TOTSE
TOTSE était un site Internet basé dans la Région de la baie de San Francisco et ancien BBS consacré à la conservation de fichiers texte sur différents sujets et points de vue, beaucoup d'entre eux étant atypiques ou sujets à controverse. Le nom est un acronyme signifiant : "Temple Of The Screaming Electron" ("Temple de l'électron hurlant").

## Histoire
TOTSE fut mis en place en 1989 par Jeff Hunter (véritable identité inconnue), l'un des membres fondateurs de NIRVANAnet, en tant que forum de télétraitement nommé tout d'abord "& the Temple Of The Screaming Electron". À ses débuts, &TOTSE était spécialisé dans les fichiers texte de taille réduite. Hunter possédait un vieux clone 8088 PC XT ayant un espace disque limité ; seuls les petits fichiers pouvaient être conservés en quantité raisonnable.
TOTSE devint disponible sur Internet en 1997 et le système de télétraitement cessa d'exister au printemps 1998. TOTSE ferma le 17 janvier 2009 après qu'un message d'adieu eut été posté sur la page d'accueil par Hunter, remerciant les utilisateurs pour les 20 dernières années. Le chat IRC demeure ouvert, mais le site et désormais clos.

## Dans les Médias
On trouve des références à TOTSE dans les médias, habituellement concernant les infractions commises par certains de ses membres ou pour ses fichiers controversés. Le site apparaît aussi sur une affiche anti-terroriste en Australie datant de 2006 et dans une publicité télévisée.
L'attention récente qui lui a été portée est due au piratage de 3 panneaux électroniques indiquant les parkings de la ville de  Crawley (Angleterre), supposés informer du nombre de places restantes. Les deux premières lignes ont été remplacées par "Fuck" et "Off" ("Fuck Off" = "Allez vous faire foutre") ; la ligne du bas affichait "totse" en guise de signature,.
Plusieurs membres du site ont orchestré des canulars téléphoniques à partir du 21 novembre 2006 à l'encontre de Live Prayer (une chaîne de télévision chrétienne disponible sur Internet qui diffuse aussi des émissions radiophoniques) animée par Bill Keller. Un autre membre du site envoya un email à Keller pour les dénoncer. L'animateur menaça de poursuivre TOTSE en justice car, selon lui, ces canulars s'apparentaient à une "association de malfaiteurs en vue d'entraver l'exercice d'une activité commerciale". Le problème fut résolu après qu'un modérateur du site eut contacté Keller pour lui présenter des excuses.

## Communauté
La communauté de TOTSE était un forum Internet et un chat IRC. Certains utilisateurs se définissaient en tant que ‘’Totseans’’. Les discussions engagées englobaient des thèmes divers et variés, tels que la religion, le sexe, la politique, les lettres, les armes, les explosifs, la drogue, toutes les activités illégales, la technologie, la musique, l'environnement, la mécanique, la cuisine, des projets de bricolage et bien d'autres encore. Les utilisateurs du site se référaient à celui-ci par les termes suivants : "&T", "&TOTSE" ou "The Temple".
Bien que Hunter avait un compte, il ne postait que rarement sur les différents forums. Avant la fermeture du site, Hunter déclara qu'il avait conçu TOTSE dans les balbutiements de l'Internet en tant que "lieu où tous types d'idées pouvaient être formulées, négociées et échangées, où aucun sujet ne dépassait les bornes ou était interdit". Malgré l'ampleur des archives du site en 2009, il pensait que ce n'était qu'une partie de la communauté.
Le logiciel du forum employait une version modifiée de UBB 5.47a, dont l'âge a fait l'objet de sévères critiques de la part de plusieurs membres. Hunter acheta une copie de vBulletin, dont la dernière version fut installée le 4 avril 2007.

## Succession
Dans son message d’adieu, Jeff Hunter passe le flambeau à Zok et à son forum, plus connu sous le nom de Zoklet. Ce dernier est le lieu de rendez-vous des anciens Totseans, qui y perpétuent l’héritage laissé par le défunt TOTSE.  

## Sources
- (en) Cet article est partiellement ou en totalité issu de l’article de Wikipédia en anglais intitulé « TOTSE » (voir la liste des auteurs).